# علم أدوية كلاسيكي

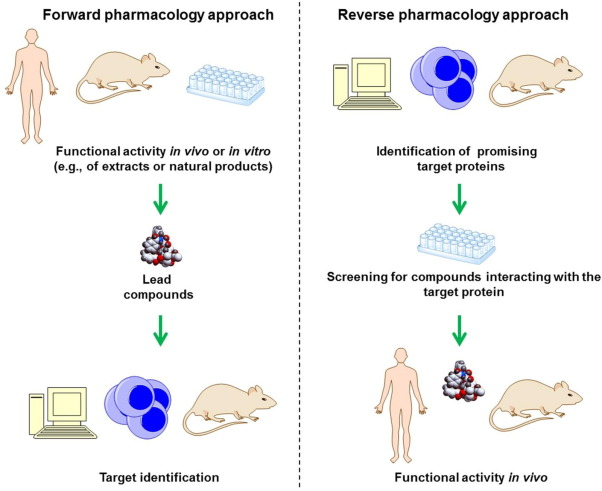

في مجال اكتشاف الدواء، يستند علم الأدوية الكلاسيكي، المعروف أيضًا باكتشاف الدواء الظاهري (بّي دي دي)، إلى الفحص الظاهري (الفحص في الخلايا السليمة أو الكائنات الحية الكاملة) للمكتبات الكيميائية المحتوية على جزيئات صغيرة صناعية، أو نواتج طبيعية، أو مستخلصات، من أجل تحديد المواد ذات الأثر العلاجي المرغوب. باستخدام تقنيات الكيمياء الدوائية، تُحسَّن فعالية هذه الفحوصات وانتقائيتها وخصائصها الأخرى لإنتاج عقاقير مرشحة.

## خلفية تاريخية
كان علم الأدوية الكلاسيكي تقليديًا الأساس الذي يقوم عليه اكتشاف أدوية جديدة. يجري فحص المركبات في النماذج الخلوية أو الحيوانية للأمراض لتحديد المركبات التي تُحدث تغيرًا مرغوبًا في النمط الظاهري. تُبذل جهود تحديد المستهدف الحيوي لهذه المركبات فورًا عقب اكتشافها. في الآونة الأخيرة، أصبح من الشائع وضع فرضية مفادها أن مستهدفًا حيويًا معينًا معدّلٌ للمرض ثم فحص المركبات التي تعدل نشاط هذا المستهدف المنقّى. بعد ذلك، تُختبر هذه المركبات في الحيوانات للتحقق من امتلاكها التأثيرَ المرغوب. يُعرف هذا النهج بـ «علم الأدوية العكسي» أو «اكتشاف الدواء المعتمد على المستهدف» (تي دي دي). على أي حال، يُظهر تحليل إحصائي حديث أن عددًا غير متناسب من الأدوية الأولى في فئتها ذات آليات العمل الجديدة يعود إلى الفحص الظاهري، ما أدى إلى ظهور اهتمام جديد بهذا النهج.

### التشابه مع علم العقاقير
علم العقاقير، الذي يستقصي النباتات المستخدمة في التقاليد الطبية الأصلية، هو في الأساس علم أدوية كلاسيكي. غالبًا ما يتناقض علم العقاقير وعلم الأدوية الكلاسيكي مع علم الأدوية العكسي الذي يبدأ من المستهدف رجوعًا للتعرف على أدوية جديدة، بدءًا بفحص مكتبات المركبات المتآلفة مع مستهدف معين. في علم العقاقير، تُختبر الأدوية الشعبية أولًا في تجارب سريرية للتحقق من فعاليتها، ولا تُبذل جهود لتحديد المستهدف الحيوي للدواء إلا عقب إثبات فعاليته.

### التطبيق على الأدوية الأيورفيدية
علم الأدوية الكلاسيكي هو أحد النهوج المستخدمة في التجارب السريرية للأدوية الأيورفيدية. في هذا النهج، يُختبر دواء شعبي (أي الأيورفيدا) كان قيد الاستخدام منذ سنوات عديدة، ويملك دليلًا متناقلًا على فعاليته في علاج مرض ما (ويُفترض أيضًا أنه آمن)، للتحقق من فعاليته ضمن تجربة سريرية. وصف الدكتور آشوك فيديا هذه الطريقة بصورة ملتبسة بعض الشيء بأنها «علم أدوية عكسي».
من المؤكد أن معرفة الأيورفيدا تسمح للباحثين في الأدوية بالبدء بمواد نباتية آمنة ثبتت جدارتها مع مرور الزمن. أفضل مثال عن التنقيب الحيوي باستخدام المعرفة التقليدية هو الريزيربين، الدواء شبه القلوي الخافض لضغط الدم والمستخرج من نبات جذر الثعبان الهندي، الذي أصبح متوفرًا نتيجة للعمل الذي أنجزته شركة سيبا في الهند بالتعاون الوثيق مع خبراء الأيورفيدا. يتحول المسار الطبيعي لاكتشاف الأدوية من «المختبر إلى العيادات» في هذه الحالة فعليًا ليصبح من «العيادات إلى المختبرات».